# Піхіхіапан
Піхіхіапа́н (ісп. Pijijiapan) — місто в мексиканському штаті Чіапас, центр однойменної міської громади.

## Географія
Піхіхіапан розташований у Південній Мексиці на південному заході Чіапаса, між тихоокеанським узбережжям та гірським пасмом Сьєрра-Мадре-де-Чіапас.

### Клімат
Місто знаходиться у зоні, котра характеризується кліматом тропічних саван. Найтепліший місяць — квітень із середньою температурою 29.6 °C (85.3 °F). Найхолодніший місяць — січень, із середньою температурою 27.5 °С (81.5 °F).
| Клімат Піхіхіапана      | Клімат Піхіхіапана | Клімат Піхіхіапана | Клімат Піхіхіапана | Клімат Піхіхіапана | Клімат Піхіхіапана | Клімат Піхіхіапана | Клімат Піхіхіапана | Клімат Піхіхіапана | Клімат Піхіхіапана | Клімат Піхіхіапана | Клімат Піхіхіапана | Клімат Піхіхіапана | Клімат Піхіхіапана |
| Показник                | Січ.               | Лют.               | Бер.               | Квіт.              | Трав.              | Черв.              | Лип.               | Серп.              | Вер.               | Жовт.              | Лист.              | Груд.              | Рік                |
| Абсолютний максимум, °C | 40                 | 42,5               | 41                 | 42,5               | 41                 | 39                 | 39,5               | 40                 | 38                 | 41                 | 40                 | 40                 | 42,5               |
| Середній максимум, °C   | 34,9               | 35,2               | 35,6               | 36,1               | 35                 | 33,3               | 33,6               | 33,5               | 32,9               | 33,5               | 34,4               | 34,7               | 34,4               |
| Середня температура, °C | 27,5               | 27,9               | 28,7               | 29,6               | 29,3               | 28,1               | 28,1               | 28,1               | 27,7               | 28                 | 28,1               | 27,7               | 28,2               |
| Середній мінімум, °C    | 20,2               | 20,7               | 21,7               | 23,1               | 23,5               | 22,9               | 22,6               | 22,6               | 22,5               | 22,5               | 21,8               | 20,8               | 22,1               |
| Абсолютний мінімум, °C  | 15                 | 10,5               | 15                 | 17                 | 17,5               | 18,5               | 20                 | 19,5               | 18                 | 18,5               | 16,5               | 16                 | 10,5               |
| Норма опадів, мм        | 1                  | 6                  | 13                 | 46                 | 215                | 391                | 357                | 398                | 472                | 246                | 48                 | 9                  | 2203               |
| Днів з дощем            | 0,2                | 0,5                | 1,3                | 3,5                | 13,1               | 21,4               | 21,9               | 23                 | 22,8               | 14,3               | 3,5                | 1                  | 126,5              |
| ----------------------- | ------------------ | ------------------ | ------------------ | ------------------ | ------------------ | ------------------ | ------------------ | ------------------ | ------------------ | ------------------ | ------------------ | ------------------ | ------------------ |
| Джерело: Weatherbase    |                    |                    |                    |                    |                    |                    |                    |                    |                    |                    |                    |                    |                    |